# Hypotaenidia insignis
Il rallo della Nuova Britannia (Hypotaenidia insignis (P. L. Sclater, 1880)) è un uccello della famiglia dei Rallidi originario dell'isola omonima.

## Descrizione
Nell'aspetto il rallo della Nuova Britannia ricorda molte altre specie del genere Hypotaenidia, come il rallo barrato (H. torquata). Il piumaggio delle regioni superiori e delle ali è bruno-rossastro, ma le regioni inferiori, dalla gola al sottocoda, sono fittamente barrate di nero e bianco. L'iride è rossa, il becco è nero e le zampe sono rosa.
La coda non è visibile esternamente e le ali sono quasi del tutto atrofizzate, quindi la specie non è in grado di volare. Tuttavia, alcuni studiosi ritengono che possa effettuare brevi spostamenti volando.

## Distribuzione e habitat
In passato questo rallo era diffuso in tutta la Nuova Britannia, ma attualmente si incontra solo nelle foreste pluviali, sia di pianura che di montagna, fino a 1250 m di quota, soprattutto lungo il corso dei fiumi e nelle foreste di medie altitudini. Nelle foreste secondarie è più raro.

## Biologia
Il rallo della Nuova Britannia è ancora piuttosto diffuso sull'isola in cui vive (la sua popolazione viene stimata sui 2500-10.000 esemplari). Predilige le foreste pluviali ed è diffuso sia nelle pianure che nelle valli montane. Talvolta fa la sua comparsa anche nei giardini, dove probabilmente si spinge in cerca di lumache. Gli abitanti dell'isola, ogni tanto, lo catturano a scopo alimentare con l'ausilio di trappole.
Le abitudini di questo rallo, sfuggente e molto timido, sono quasi del tutto sconosciute. Si nutre soprattutto di invertebrati d'ogni sorta, con preferenza per quelli che vivono nell'acqua, quali vermi, lumache, insetti (mosche, zanzare, efemere) e le loro larve.